# Ruellia simplex
Руелія проста, мексиканська петунія, мексиканський пролісок (Ruellia simplex) — вид рослин роду Руелія (Ruellia).

## Будова
Багаторічна рослина до метру висотою. Стебло зелене або пурпурове. Листя протилежні, ланцетні 15-30,5 см завдовжки і 1,3-1,9 см шириною, темно-зелені, на сонці листя набувають металевий, синій відтінок. Квітки трубчасті з розширеним кінцем, фіолетово-сині, близько 5 см в діаметрі. Плід - коробочка з 4 - 28 насінинами. 

## Життєвий цикл
Насіння розкидається навсібіч при розтріскуванні коробочки. Також розмножується ризомами.

## Поширення та середовище існування
Походить з Мексики, Південно-західної Америки та Антильських островів. Може рости у різноманітних умовах: ліс, прерії, береги річок, від посушливих земель до вологих. Переноситься як відкрите сонце так і тінь. Активно заселяє нові території, витісняючи місцеві види.

## Практичне використання
Квітне майже цілий рік. Має високі декоративні якості, приманює колібрі. З дикої рослини, що має фіолетові квіти, вивели багато сортів - "Пурпуровий дощ", "Чі-Чі", "Білий сніг", корликовий "Каті".

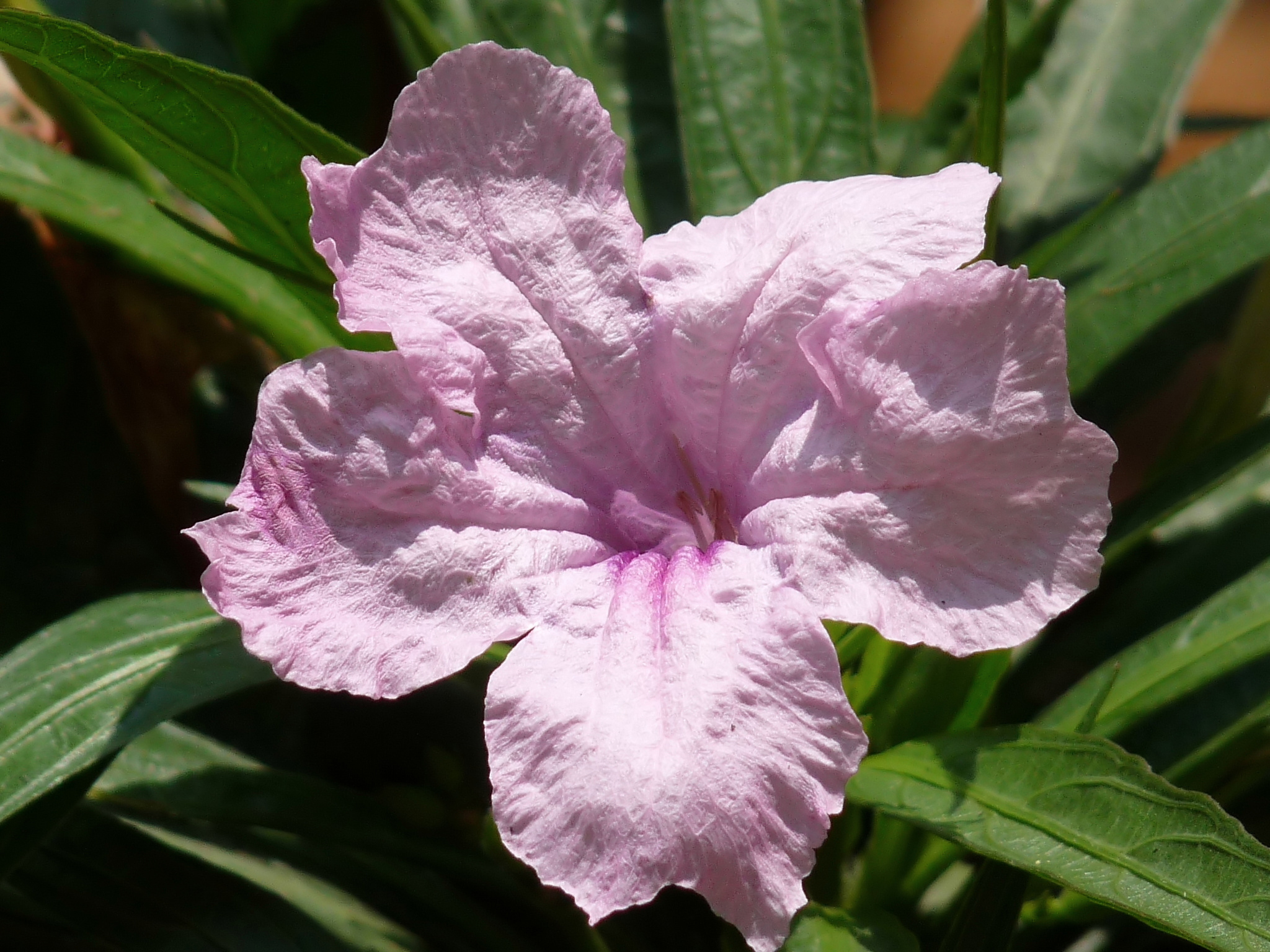
Ruellia simplex, рожева
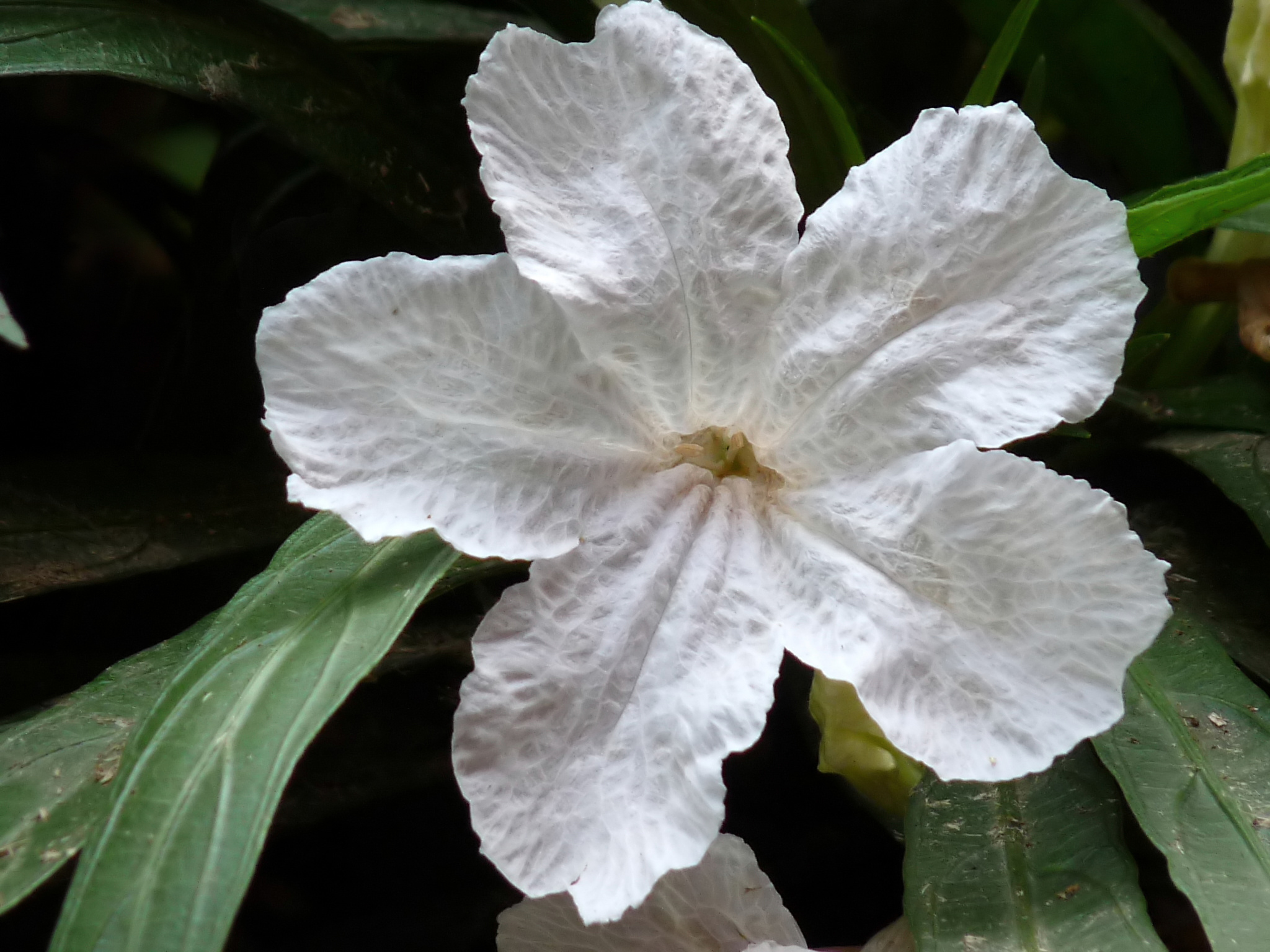
Ruellia simplex, біла
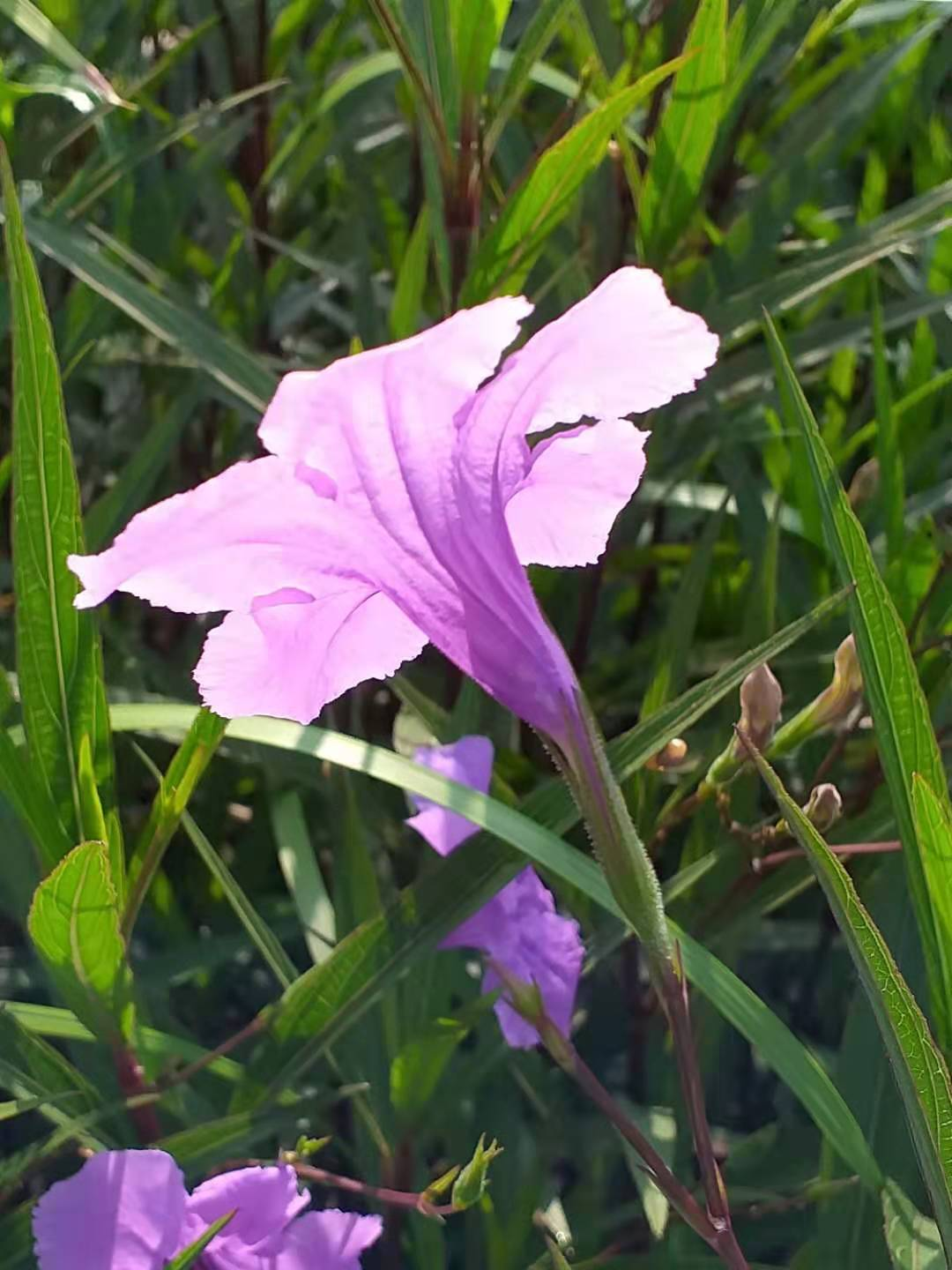
Ruellia simplex
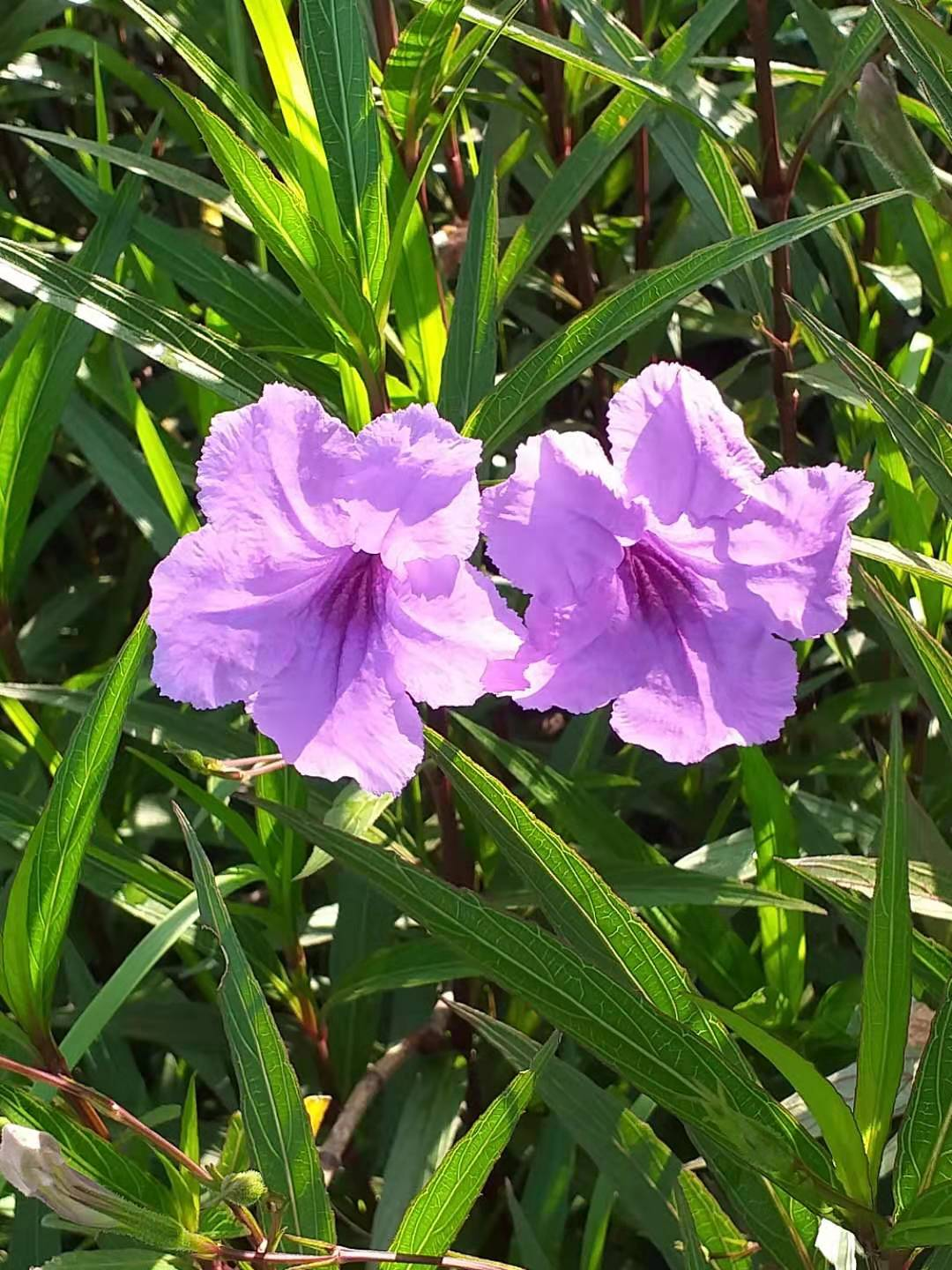
Ruellia simplex